# Freestyle rap
El freestyle rap o simplemente estilo libre es la habilidad de rapear de forma improvisada con o sin micrófono sobre una base o sin esta. A la persona que improvisa se le llama freestyler, improvisador o gallo (únicamente en el caso de las batallas). En el caso de los países de habla hispana, se hacen competiciones donde los participantes rivalizan haciendo freestyle. Son versos improvisados en forma de debate (de esta forma se crea el concepto "batalla de freestyle")

## Características
Existen varias formas de hacer freestyle, clasificadas en modalidades usualmente usadas en competencias oficiales. En primer lugar, está el freestyle libre, que consiste en un enfrentamiento de 2 o más personas cuyo fin puede ser recreativo, o en competiciones donde el fin está relacionado con atacar al rival basándose en sucesos, remarcando sus defectos, haciendo comparaciones, superándolo técnicamente en rimas, y/o más aspectos. Las batallas pueden ser en parejas, en grupos de tres y cuatro, e incluso un todos contra todos. Con micrófono o sin él, con una temática a la que sujetarse o sin ella, sobre una tarima o en la calle, con una pista; a capela; o, con una persona realizando la base (beatbox). Las batallas se caracterizan por ser variadas y poder darse en cualquier lugar. Las batallas entre MC's a nivel competitivo tienen jurados. Si los jurados estiman que ganó un MC, lo podrán señalar con el brazo, escribir su nombre o seleccionarlo entre tarjetas previamente entregadas. De lo contrario, se establece una llamada «réplica» o «ronda extra» a modo de desempate.

## Criterios al improvisar en una batalla

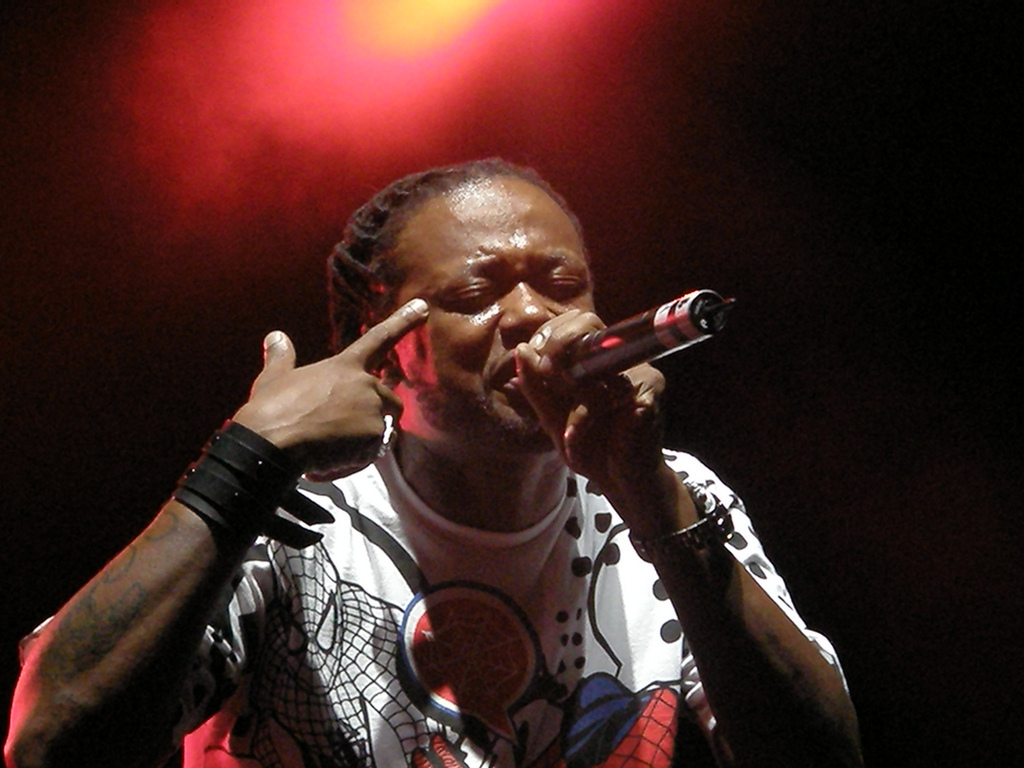
Rapero en plena actuación de freestyle.

Existen una serie de factores importantes que se valoran a la hora de improvisar:

### Figuras literarias

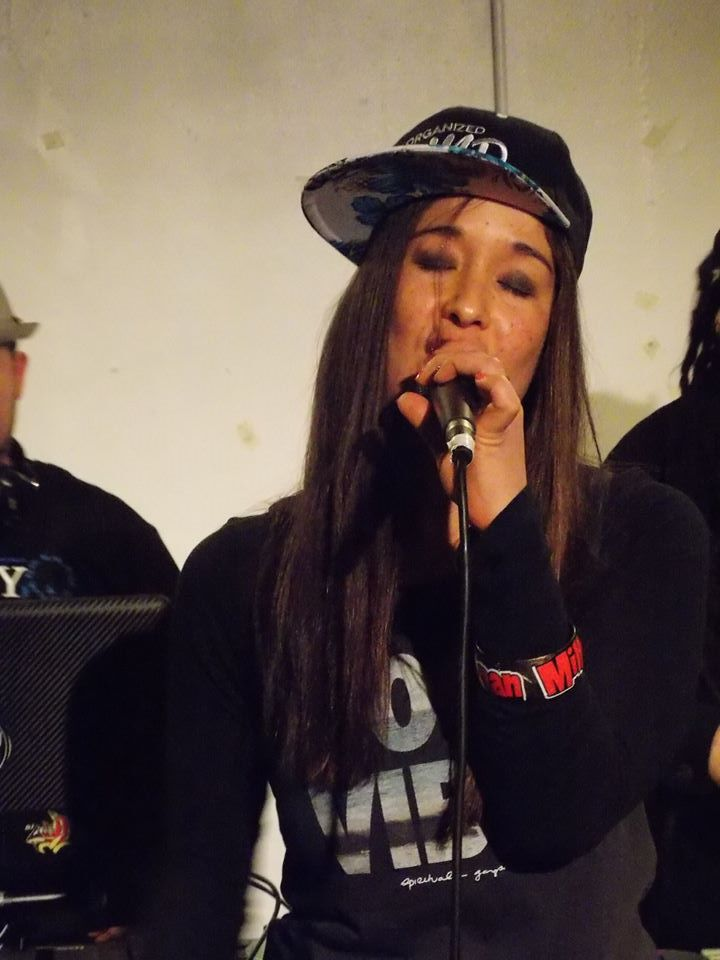
MC rapeando.

Para adornar las "barras", darles dobles sentidos y/o juegos se utilizan, como en la poesía, figuras. Las principales figuras literarias utilizadas en las batallas son el símil, la metáfora, la hipérbole, el hipérbaton, el calambur o el wordplay.

### Puesta en escena
La puesta en escena se define como la soltura y confianza en la tarima, es especialmente importante en las batallas. Un MC debe improvisar con fuerza, decisión, desparpajo y seguridad para causar el mayor impacto y mostrar su superioridad verbal. Si el MC se muestra nervioso o denota cierto pánico escénico (algo común en los MC's novatos), no debe dejar que se note ni que influya en su improvisación, pero habitualmente, y como es natural, estos problemas desaparecen con el tiempo y la experiencia. Se centra sobre todo en el lenguaje corporal del rapero y su "teatralidad".

### Estructuras o métricas (skills)
Consiste en la capacidad de enlazar y concatenar rimas diferentes, alternándolas. Esta faceta, a pesar de su dificultad, es tal vez algo menos valorada y está relegada a un segundo plano. Habitualmente, la improvisación, especialmente a nivel de competición, está regida por pareados, ya que la amplia mayoría de los MC's deciden ser más sencillos y hacer rimas en forma de pareados para poder pensar mejor y mostrar más ingenio a fin de obtener mayor reconocimiento por parte del público, ya que este, en ocasiones, no capta bien las estructuras. De ahí que habitualmente se diga que el flow y las «estructuras» son dos facetas que sólo las saben apreciar realmente aquellos que son MC's o bien tienen un criterio muy bien formado acerca del freestyle, debido a que en múltiples ocasiones el público puede diferir de la opinión de un jurado.  Una estructura es la manera de alternar rimas en la misma rima. Es decir, crear una frase con rimas para aumentar la dificultad. A nivel estructural, estas rimas pueden ser no sólo con dos, sino también con todas la sílabas que la capacidad del MC permita (no tiene por qué ser así siempre). El participante puede ir combinando distintos tipos de estructuras y recursos métricos.
Grandes ejemplos son Zasko Master, Bnet, El Menor, Ricto, Metalingüística entre otros.

### Doble Tempo
Es la capacidad que tiene un freestyler de reproducir el doble de palabras en un tempo. Esta modalidad, a pesar de su dificultad, está bien valorada por los jueces y es mejor si se combina con el flow, ya que suena muy bien. Son pocos los freestylers que han podido destacar combinando estas dos facetas, entre ellos se encuentran: Khan, BTA, Chuty, Valles-T, RC, Cacha, Sub, Lit Killah, Metalingüística y Teorema. El mayor exponente de esta modalidad es Kodigo, siendo de los más experimentados.

### Punchline
Tiene dos variantes. Por un lado, el "punchline negativo" es una frase que ataca a su oponente, dejándolo ver como alguien con poca capacidad al momento de rapear o bien, recordando algún imperfecto en la vida del oponente. También puede enaltecer al rapero que dice la frase ("punchline positivo"), denotando superioridad sobre el contrario.
Ejemplos:
- Aczino vs Invert (RB Internacional 2014): «¿Crees que jugar en casa te va a dar suerte? Lo mismo dijo Brasil y ya ves, le metieron siete».
- Tata vs Kodigo (RB Argentina 2015): «Me parece que estás muy poco cebado y con la plata del Estado te volviste codicioso».
- Trueno vs Replik vs Dani (El Quinto Escalón 2016): «Replik sos muy bueno, la podés acotar, pero Trueno solo hay uno y eso nunca va a cambiar».
- Teorema vs Drose (BDM Gold Chile 2016): «En realidad eso fue parte del proceso: me caí, me levanté, en eso se basa el progreso».
- Jota vs Skone (RB Internacional 2017): «Tiene razón hoy me van a llover botellas, ¡porque voy a ganar y celebraremos con ellas!».

## Freestyle en Iberoamérica

### Argentina
En todas las zonas del país se ha estado desarrollando el freestyle. La repercusión de esta disciplina está en constante desarrollo y cada sector del país tiene sus propios eventos renombrados. Algunas competencias importantes son: A Cara de Perro Zoo (Buenos Aires); Elite Free y Rosario Underfree (Rosario); Invasión Rapper (Santa Fe); Límite Freestyle (Misiones); Anti Po (Formosa); Norteground (provincias del norte argentino); Halabalusa Movimiento Under (Claypole); BDM Argentina (Buenos Aires); Rapublik (Mendoza); Olimpo Freestyle, Italia Freestyle y Generaciones del under (San Juan), etc.
La competencia más relevante en la historia del freestyle argentino fue El Quinto Escalón, la cual sembró la carrera de cientos de MC's argentinos y derivó en artistas que hoy en día tienen un gran reconocimiento internacional.
Entre los freestylers en actividad más destacados se encuentran: Stuart, Klan, Larrix, Mecha, Replik, Cacha, MP, Sony, CTZ, Dybbuk, Jesse Pungaz, entre otros.
También existen otros raperos que se retiraron de las batallas momentánea o permanentemente, de los cuales muchos continuaron diversos proyectos entre los que se encuentra la Liga Bazooka la cual es la liga de batallas escritas más popular en la actualidad y de la cual Dtoke y Papo son dueños. En lo que respecta a lo musical, diversos competidores pudieron dar el salto de las batallas a la música logrando gran exito comercial, entre estos están: Duki, YSY A, Dam, Lit Killah, Dani Ribba, Acru, Trueno, Wos, Luchito, Ecko, Kodigo, Tiago, Midel y Paulo Londra.

### Brasil
En Brasil, actualmente hay varias batallas de Rap que ocurren constantemente en todo el país. Algunos populares son Batalha do Museu, Batalha do Neurônio, Batalha da Aldeia en São Paulo, Batalha do Largo y Duelo Nacional de MCs en Belo Horizonte. Brasil es un país donde la cultura del Hip-Hop y freestyle es muy fuerte.[cita requerida]

### Colombia
A pesar de que Colombia no es un país donde abunde la cultura del freestyle, ha tenido un crecimiento notable en los últimos años, teniendo como principales figuras a Carpediem, Es el primer tricampeón nacional de la Red Bull en 2019, 2022 y 2023 También, cabe destacar a Elevn, que es otro bicampeón nacional (2017 y 2020). 
El MC que más ha destacado en Colombia es el caleño Valles-T. Es tricampeón de Red Bull Colombia, haciéndolo en 2016, 2018 y 2024, también finalista de la internacional en 2019, también ganador de la FMS Colombia 2022 y 2023 superando a Chang que quedó de segundo lugar.
Otro de los gallos que más está destacando últimamente es Marithea, la segunda mujer en ganar una final nacional de Red Bull (después de Kim en Venezuela). Su papel más importante fue cuando se enfrentó a Aczino en la God Level 4vs4 en 2021, lo que dio lugar a una batalla muy reconocida, aunque acabaría perdiendo tras una decisión controversial del jurado.[cita requerida]
En febrero de 2022, se creó una FMS, la cual hace que se dé a conocer internacionalmente el talento nacional.
Otros raperos destacables son: Lokillo, Airon Punchline, Puppy, Urko MC y Fat N.

### Chile
El territorio chileno ha sido cuna para varias competiciones de freestylers, tales como BDM en sus subgéneros (Deluxe, Gold, Callejera), God Level y Double AA. La final de God Level Internacional (3vs3) en 2018 tuvo 8 países participantes, siendo Chile (Kaiser, Teorema y Nitro) el vencedor. Teorema, también ha ganado una internacional (BDM Deluxe, 2016).
El underground de este país ha alcanzado una gran popularidad tanto a nivel nacional como internacional, esto gracias a las DEM Battles, una competencia urbana que en sus inicios se desarrolló en el Parque Bustamante y, posteriormente, tras restricciones de la comuna de Providencia[cita requerida] se trasladaron al Parque Almagro. De igual manera, en el underground se ha destacado competencias como Batallas Catamarca y Freestyle Master Series.
Entre los freestylers chilenos, que gozan de más reconocimiento se encuentran: Nitro, Teorema, Kaiser, Pepe Grillo, Stigma, Ricto, Drose, El Menor, Metalingüística, entre otros.

### España
En España hay diversas competiciones de estilo libre tal como puede ser la Red Bull Batalla o la Freestyle Master Series. España posee 7 internacionales de Red Bull Batalla en total gracias a Rayden (2006), Noult (2009), Invert (2014), Arkano (2015), Skone (2016), Bnet (2019) y el actual campeón Chuty (2023).
Aunque ya se organizaban batallas tanto underground como a nivel competitivo, la llegada de Red Bull supuso un aumento en el alcance del freestyle  por todo la nación. Además, España fue el primer país en albergar la primera Freestyle Master Series en 2017. 
Para la gran mayoría del público de la cultura del free, España es el país referente de esta disciplina. 
Los freestylers  más destacados en la actualidad son: Arkano, Chuty, Skone, Zasko Master, Gazir, Sweet Pain, Mnak, Bnet, Invert, Míster Ego, Navas, entre otros.
Otros competidores en los últimos 4 años se han alejado momentánea de las competencias como es el caso de Force y Blon que se han centrado en la creación de contenido, mientras otros han decidido optar por en enfocarse en la música como es el caso de Walls y Sara Socas.

### México
México cuenta con 3 campeones internacionales de Red Bull: Hadrian (2008), Rapder (2020) y Aczino (2017, 2021 y 2022).
En México, se han creado varias competiciones como el Club de la Pelea, Eligere, Batalla De Maestros, Shaolin Battles, Ghetto Dreams League, Pangea o Titanes del freestyle (TDF). Estos eventos, han levantado la escena regional y nacional del freestyle mexicano. Con la llegada de Freestyle Master Series en 2019, se abrieron las puertas para dar a conocer el nivel de las batallas internacionalmente. En competencias underground, destacan la Liga de Freestyle Monterrey (LFM) o Multiverse Freestyle League (MFL), en donde se puede apreciar el talento juvenil de "la calle" mexicana.
México también ha sido pionero en las batallas escritas o al menos en imponer este formato. Algunas competiciones de este ámbito son Spit MX, Línea 16 o COLISEVM. Entre los batalleros de escritas con más reconocimiento se encuentran: Eptos Uno, Sipo One, Muelas de Gallo, Gravedad, Proof, Gino, Danger, Blue One, Quezada LPR, entre otros 
Los freestylers  en activo que más destacan en la actualidad son: Aczino, Lobo Estepario, Jony Beltrán, Azuky, Rapder, RC, entre otros.

### Perú
Rapper One, primer campeón nacional. 
El mayor exponente de Perú es Jota MC, siendo este bicampeón de la Red Bull en su país y subcampeón internacional, tras perder contra Skone en la final. Jota ha participado en varias competencias, tales como God Level o en El Quinto Escalón. Su estilo se caracteriza por potentes punchlines y respuestas al momento.
Otra figura peruana del freestyle es Jaze, siendo campeón de la Nacional de 2018. Este es uno de los máximos exponentes desde 2018 hasta la actualidad. También se considera a Nekroos un gran competidor, pese a no haber sido campeón de alguna Red Bull, su estilo y nivel le han provisto de un lugar en la escena mundial, habiendo participado en competencias como BDM (Gold y Deluxe), Red Bull, God Level, Double AA o Supremacía.
En 2019, en God Level, el equipo conformado por Choque, Nekroos y Jaze luego de una gira que se dieron en tres países, iniciando en México , pasando por Chile y terminando la última fecha en Perú, se coronan como el campeón mundial de God Level 3vs3, victoria que lo lleva a ocupar por primera vez la cúspide del éxito. El nivel del freestyle peruano se incrementó más debido a la creación de una propia liga FMS, ya que para esta se seleccionaron a caras nuevas del Perú, como Vijay Kesh el cual ha aportado momentos virales a la liga.

### Venezuela
Venezuela no cuenta con FMS propia pero es un país muy destacado por sus raperos. 
En 2007, Kim MC fue la primera mujer en ganar una Nacional de Red Bull.
Akapellah se hizo popular en la escena del freestyle latinoamericano en el año 2011, por el nivel que demostraba en las grabaciones de sus batallas, lo cual no eran tan común para el freestyle de aquel entonces, sin necesidad de participar en una Red Bull, como trampolín para hacerse notar dentro de dicha escena artística. Ganó la God Level Fest de 2014 venciendo a Stigma. Se presentó en la God Level Fest del año 2016, enfrentándose a Sony en cuartos de final; sin embargo, Akapellah le cedería su puesto.
También tiene a McKlopedia, considerado uno de los iconos del habla hispana, ya que fue subcampeón de Red Bull 2009 o subcampeón de God Level Fest. En 2019, haría parte de la primera FMS mexicana; sin embargo, terminó último y acabó descendiendo.
Letra es uno de los raperos más reconocidos. Fue bicampeón de BDM Gold Venezuela, ostenta 13 títulos internacionales, subcampeón de God Level AllStars (2vs2) en 2020, entre otros logros. Destacó por ganar la Nacional de Venezuela 2018 a Chang, Gavyria e Inmigrante (estos 2 últimos ya siendo campeones en 2017 y 2015 respectivamente). También, destacó por su puesta en escena en la Internacional de Red Bull 2018 perdiendo en cuartos ante el local y campeón del evento, Wos.

### Red Bull Batalla de Gallos
Es un evento organizado por Red Bull desde el año 2005. Consiste en una serie mundial que hace eco de su fama internacionalmente, debido a que también se organiza en varios países hispano-parlantes cuyos ganadores después compiten entre sí. Por excelencia, es la competencia de freestyle más reconocida que reúne a los MC's ganadores de las competiciones organizadas en cada país, enfrentándose en una sede determinada. Para competir es necesario tener 16 años o cumplirlos el mismo. Como eslogan posee la frase «Muchos hablan, pocos riman, solo los mejores improvisan».

### Freestyle Master Series (FMS)
En el año 2016, la empresa Urban Roosters creó en España la primera competición de freestyle profesionalizada, llamada Freestyle Master Series. Es una liga de 12 participantes en los que se enfrentan entre sí en 11 jornadas. Su sistema se basa en un ranking donde cada rapero suma puntos (o no) en una jornada según el resultado de su batalla: 
- Victoria: 3 puntos.
- Victoria tras réplica: 2 puntos.
- Derrota tras réplica: 1 punto.
- Derrota: 0 puntos.

Al final de la temporada, la suma de esos puntos resultan en un ganador y dos descendidos. Para ascender se necesita ser activo en la escena musical, por lo que hay un ranking de acceso a la liga, el cual funciona según con base en la popularidad y el puesto que ocupe el MC en las distintas competiciones del país. El sistema de clasificación es el siguiente:
- El 1.º se corona como campeón de FMS.
- Los puestos 11.º y 12.º descienden directamente.
- Los puestos 9.º y 10.º disputan una batalla contra el 3.er y 4.º puesto del ascenso respectivamente: si ganan, se mantienen; si pierden, descienden y suben los del ascenso. Esto se realiza mediante un 'play-off organizado por Urban Roosters.

Para la FMS Internacional son 16 los freestylers que compiten en el torneo. La primera ronda son los octavos de final, pero existe una clasificatoria previa de 3 jornadas en distintas sedes (sistema de liga) para decidir quienes se meten en la Final Internacional.

### Batalla de Maestros
También conocida como BDM, es otra de las competiciones existentes. Creada en 2014, fue un lugar de acogida para los freestylers chilenos y permitió a estos crecer exponencialmente. Posteriormente, se comenzó a invitar competidores internacionales a sus competencias. Y, en 2015, Aczino y Kodigo irían como visitantes a Chile por primera vez; ganaría Aczino después de un duro enfrentamiento contra Teorema. Al año siguiente, ambos se verían las caras en la BDM de 2016, haciendo que esta batalla se volviese de las más virales en la historia. Actualmente, el campeón de este certamen es Chuty.
| Edición | Campeón | Subcampeón |
| ------- | ------- | ---------- |
| 2014    | Sador   | Radamathys |
| 2015    | Aczino  | Teorema    |
| 2016    | Teorema | Aczino     |
| 2017    | Aczino  | Kaiser     |
| 2018    | Chuty   | Aczino     |
| 2021    | Chuty   | Acertijo   |
| 2023    | Le33    | Stick      |